# Henschel Hs 121
Le Henschel Hs 121 est un prototype d'avion militaire de l'entre-deux-guerres allemand. Cet élégant appareil à aile en mouette de type aile parasol est le premier fabriqué par Henschel et un des premiers chasseurs légers de défense des années 1930.